# Castellum de Can Blai
El Castellum de Can Blai és un jaciment arqueològic del que probablement era una fortalesa de l'època romana del baix imperi que es troba a la zona central de l'illa de Formentera, entre les poblacions de Sant Ferran de ses Roques i el Caló de Sant Agustí.

## Ubicació
El jaciment es troba a la parròquia de Sant Ferran de ses Roques, quasi al centre de l'illa, al punt més alt de l'istme que uneix la Mola amb la resta de Formentera, des del qual es pot controlar el mar tant cap al nord com cap al sud. S'hi accedeix des de la carretera que condueix de la Savina a la Mola, a l'altura del km 10. El jaciment fou excavat els anys 1979 i 1980. En la bibliografia apareix també esmentat com can Pins, perquè, a més d'una part de can Blai, ocupa terrenys de can Pins.

## Característiques
Es tracta d'una fortificació de planta quadrangular de 40x40 m de costat, amb 5 torres, quatre de les quals sobresurten a cada cantó i són de dimensions irregulars, oscil·len entre 5,77 i 5,38 x 4,60 i 4,15 m. La cinquena torre més petita, emplaçada a tan sols 5,50 m de la ubicada al cantó 
La construcció conservada, completament desapareguda al centre del mur SE, en un tram de 9,95 m, s'eleva sobre un fonament de sòcol de marès damunt el qual s'aixeca una filada formada per caixes de marès reblides de morter de calç que té una amplada d'1,05 m. El seu alçat no és gens clar, però els indicis apunten a un paràmetre de pedres de grandària mitjana, sense treballar, unides amb morter de calç o amb argamassa.
L'estat general de la construcció, que en l'actualitat només arriba a una altura de 1 m en alguns trams del costat NW, fa pensar en una obra inacabada, erigida amb la intenció de protegir les vil·les situades a la rodalia. L'escàs material ceràmic proporcionat per les excavacions permet situar cronològicament el jaciment en un moment avançat de l'època romana del baix imperi.